# Térence-Albert O’Brien
Pour les articles homonymes, voir Térence (homonymie), Albert et O'Brien.
Bienheureux Térence-Aldbert O'Brien est un prêtre dominicain et évêque irlandais, mort martyr en 1651 et béatifié par Jean-Paul II en 1992. Sa mémoire liturgique est fêtée le 30 octobre.

## Biographie
Terence-Albert O'Brien (en gaélic : Toirdhealbhach Albert Ó Briain) est né en Irlande, à Tower Hill (près de Limerick) en 1601. Il descend d'une famille noble ayant donnée des rois à l'Irlande. Terence entre dans l'Ordre des Prêcheurs à l'âge de 21 ans et reçoit le nom d'« Albert ». Il part faire de longues études en Espagne à Tolède, où il est ordonné prêtre, avant de revenir en Irlande. Là il est nommé prieure de plusieurs couvent et même provincial en 1643. Il est apprécié par le nonce Rinuccini pour « sa prudence et sa sagesse »,,. Il participe au Chapitre général de son ordre à Rome en 1644, où il reçoit le titre de « maître de théologie ». Il est remarqué par le pape Urbain VIII qui décide de le nommer évêque dans son pays. Le 11 mars 1647 Terence-Albert est nommé évêque coadjuteur du diocèse d'Emly, et titulaire de l'évêché de Calama (évêché antique). Son ordination épiscopale se déroule le 12 avril 1648,,.
Durant la révolution anglaise, Terence, comme beaucoup d'irlandais prend parti pour le roi contre Oliver Cromwell. Mais ce dernier débarque en Irlande et ses troupes viennent assiéger la ville de Limerick. L'évêque encourage la population à lutter contre l'envahisseur anglais, tout en s'occupant à soigner les blessés et les malades de la peste qui s'est déclarée en ville. La ville en proie à la famine et à la peste finie par se rendre et tombe aux mains des anglais en octobre 1651. Le lendemain de la capitulation, les anglais viennent chercher l'évêque au lazaret où Terence-Albert soigne les malade. L'évêque est traduit au cour martiale, condamnée et conduit au gibet le 30 octobre 1651,,,.

## Notoriété et Culte
Après sa mort, sa tombe devient un lieu de culte, et ses concitoyens ont rapportés des miracles.
Terence-Albert est considéré comme un martyr par l’Église catholique, car tué en « haine du sacerdoce et de la foi catholique ». Il est béatifié par Jean-Paul II le 27 septembre 1992 avec 16 autres martyrs catholiques irlandais (en) des XVIe et XVIIe siècles,,,.
Sa mémoire est célébrée le 30 octobre ou le 20 juin en même temps que les bienheureux martyrs irlandais des XVIe et XVIIe siècles.